# Rakovica, Kranj
Rakovica je naselje v Mestni občini Kranj.